# Anthony Chickillo
(en) Statistiques sur pro-football-reference
Anthony Louis Nicholas Chickillo (né le 10 décembre 1992 à Tampa) est un joueur américain de football américain qui a évolué au poste de linebacker dans la National Football League (NFL) pendant six saisons.
Après avoir joué au niveau universitaire pour les Hurricanes de Miami (2011-2014) dans la NCAA Division I FBS, il est sélectionné par la franchise des Steelers de Pittsburgh lors de la draft 2015 de la NFL en 212e choix global (6e tour) où il reste pendant cinq saison (2015-2019). 
En 2020, il signe avec les Saints de La Nouvelle-Orléans où il intègre l'équipe d'entraînement,. Il est acquis par les Broncos de Denver le 18 décembre 2020 et intègre également l'équipe d'entraînement mais prend par à onze matchs au cours de la saison. 
Il annonce prendre sa retraite de la NFL le 11 juillet 2021.